# Rozptylová loučka

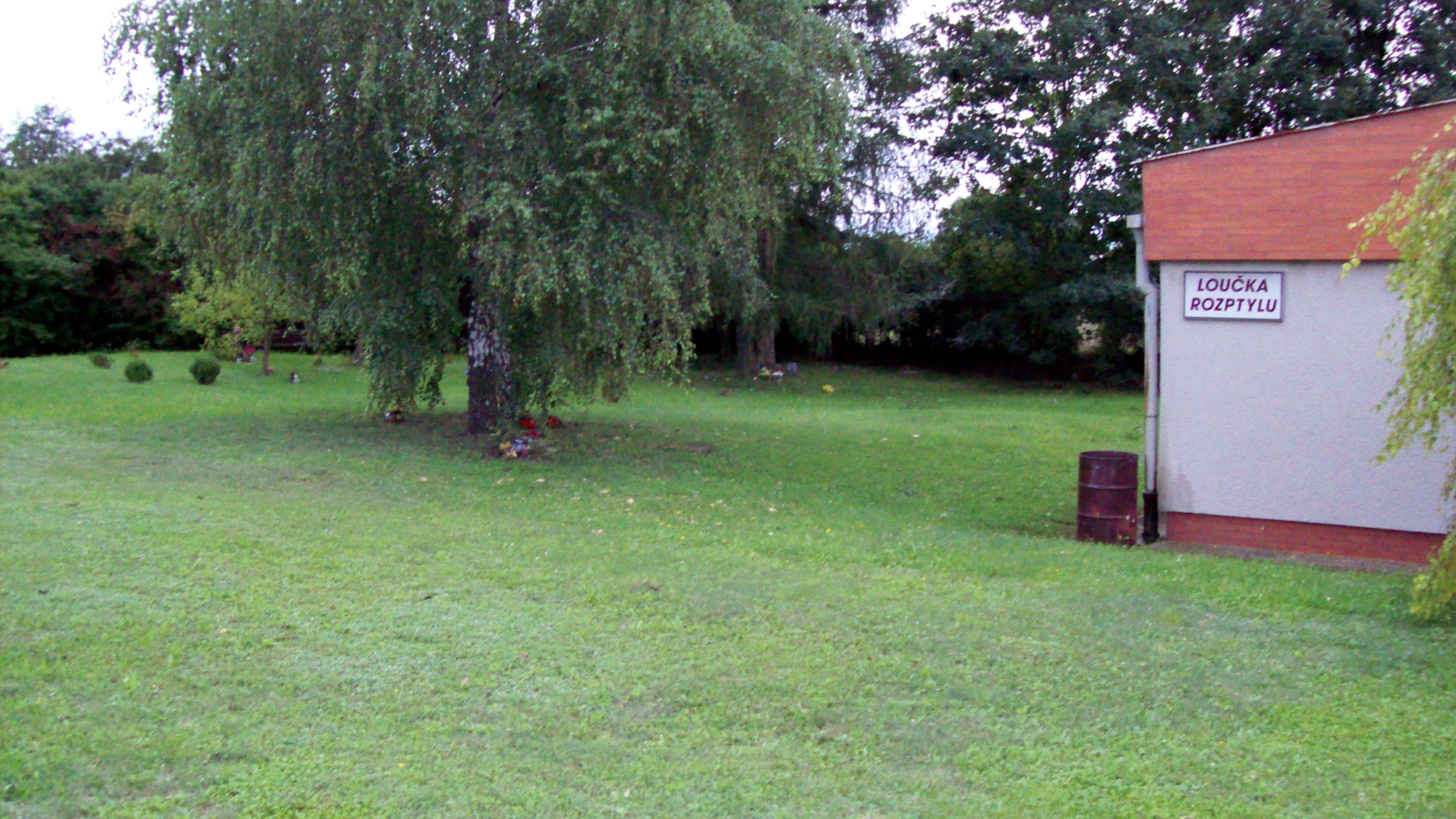
Loučka rozptylu u krematoria Na Ráji, Mělník

Rozptylová loučka (rozptylovka) je pietní místo určené k rozptýlení popela zemřelého člověka. 
Rozptylová loučka je obvykle součástí hřbitova, ale v širším smyslu to může být jakákoli travnatá plocha, kterou pozůstalí zvolí k poslednímu rozloučení se zemřelým a k obřadu rozptýlení. 
Nejčastěji bývá rozptyl proveden na přání zemřelé osoby vyslovené za jejího života nebo uvedené v závěti. Zejména v minulosti byl rozptyl uplatňován u osob, u kterých nebylo ve veřejném zájmu, aby po jejich smrti zůstala hmotná vzpomínka či připomínka jejich života (hrob), například váleční zločinci, viz Adolf Eichmann. 
Alternativou k rozptylu na pevnině je rozptyl do moře. 

## Pieta

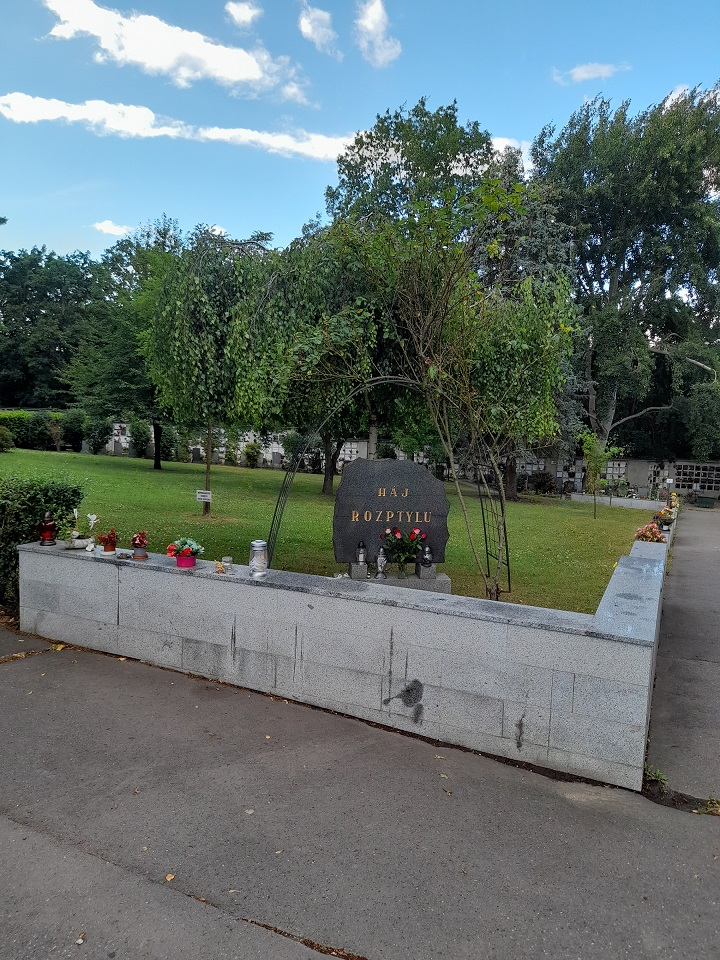
Háj rozptylu – rozptylová loučka, hřbitov Liboc-Vokovice, Praha 6

Rozptylová loučka je pietní místo, není proto dovoleno vstupovat na udržovaný trávník, rozsvěcet tam svíčky nebo pokládat květiny. K tomu jsou určeny zvlášť vyhrazené plochy na okraji loučky. Toto ustanovení je zakotveno v pohřebním řádu každého veřejného pohřebiště. Pozůstalí mohou přinést kytici (nejlépe v sudém počtu) a zapálit svíčku na k tomu určeném místě.

## Vsypová loučka
Vzhledem k problémům (zejména v důsledku vlivu větru a počasí), které přinášela rozptylová loučka, se po druhé světové válce v Československu začalo se vsypáváním pod drn a později pod epitafní desku. První taková loučka vznikla v roce 1961 u kostela svatého Havla na Zbraslavi a jejím autorem byl tamější architekt Hynek Svoboda. Park byl navíc opatřen sochami významných českých sochařů ze sbírek Národní galerie v Praze. Následovaly realizace na různých českých hřbitovech jako například na ústředním hřbitově v Brně (kde ve dvou fázích vznikla jak individuální, tak rodinná vsypová loučka), či v Berouně.
Vsyp se provádí tak, že se odklopí drn, vyhloubí se důlek, vloží se popel a následně zaklopí keramickou záklopkou a drnem, nebo pietní deskou. Při zaklápění pietní deskou se na jedno místo vejde i několik vsypů, místo tak může využívat jedna rodina.

### Galerie

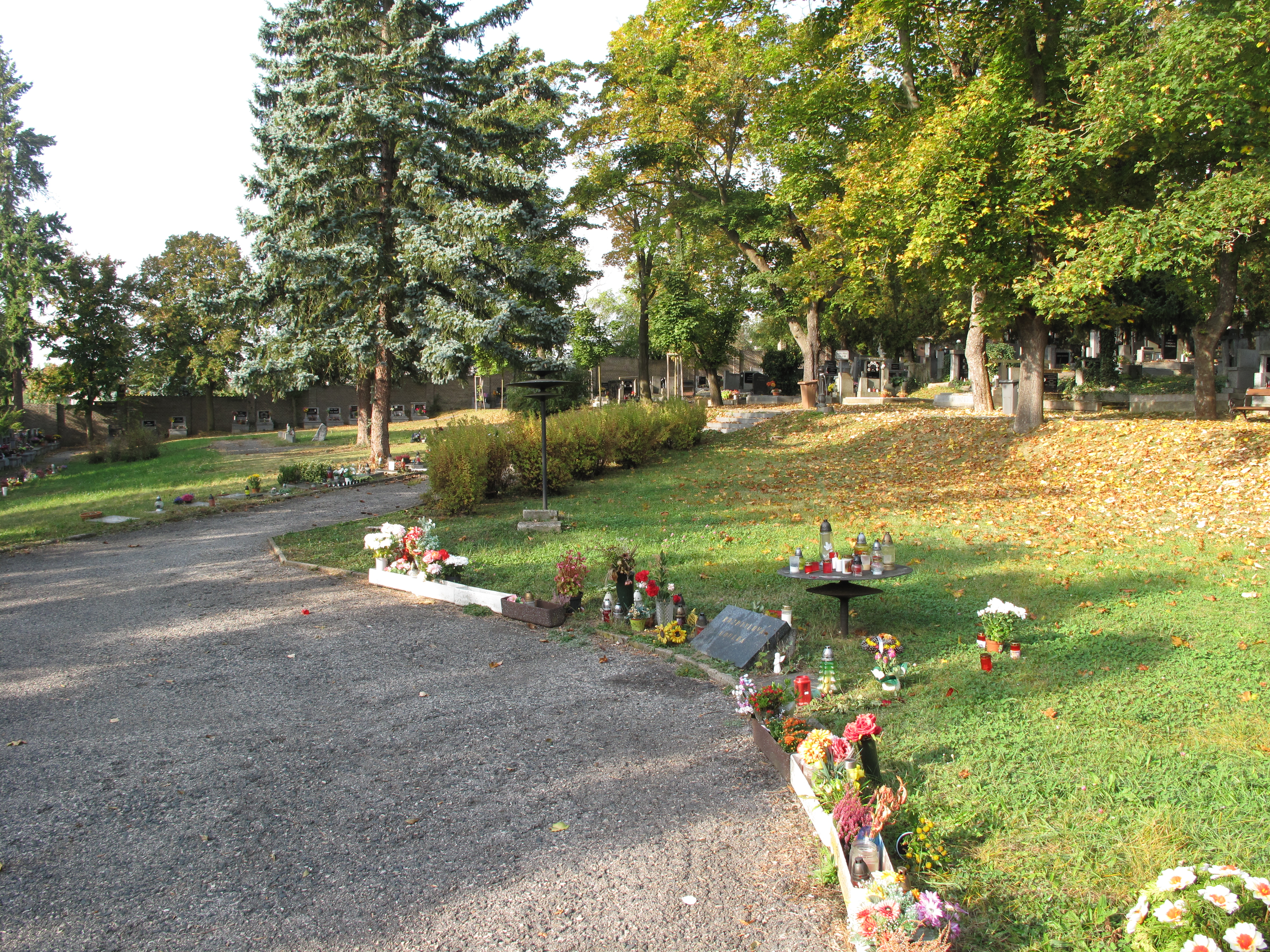
Rozptylová loučka na hřbitově v Berouně zahrnuje místa běžného rozptylu, místa individuálního i skupinového vsypu
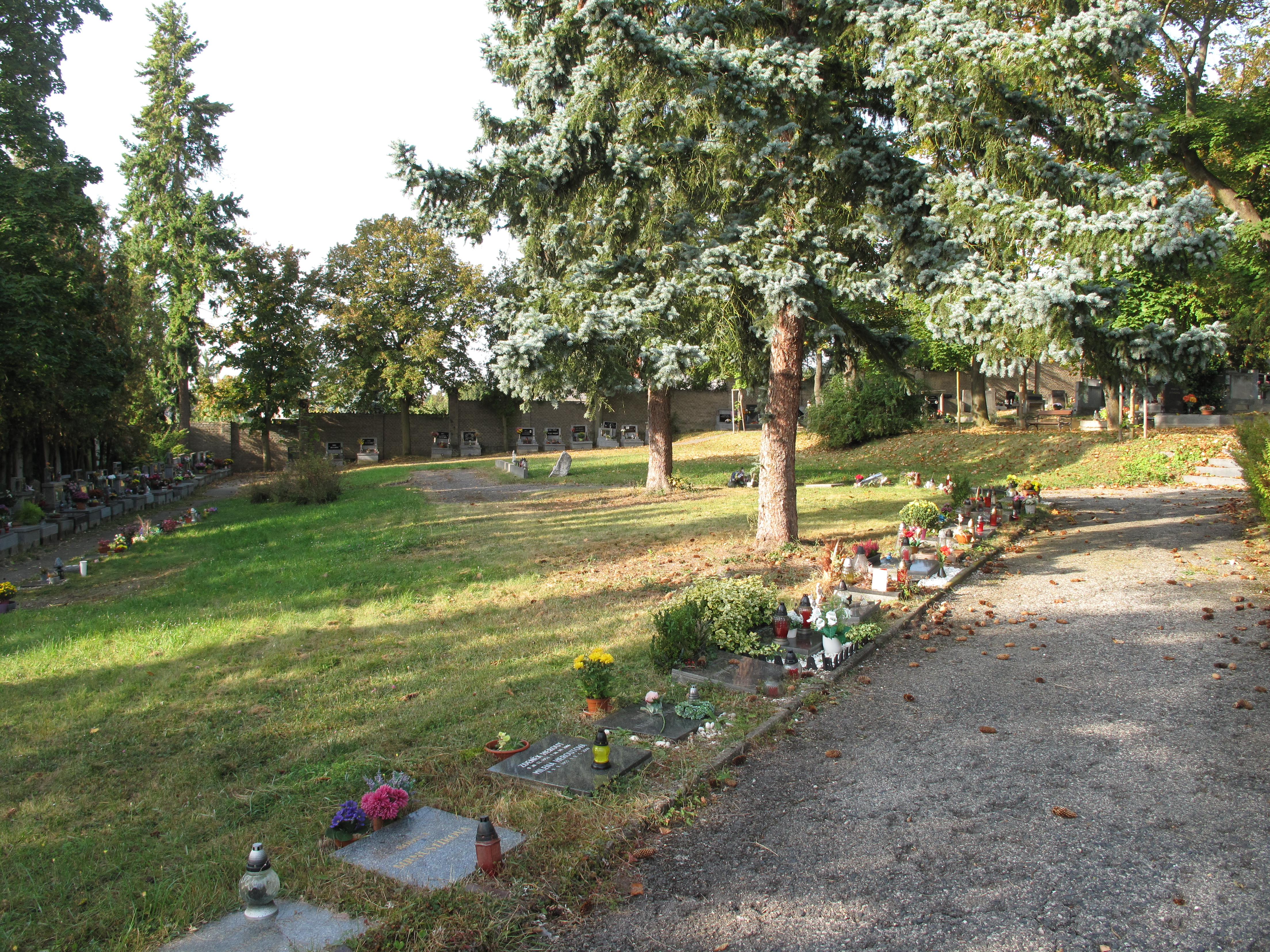
Opakovaný (vlevodole) i individuální (vzadu) vsyp v Berouně
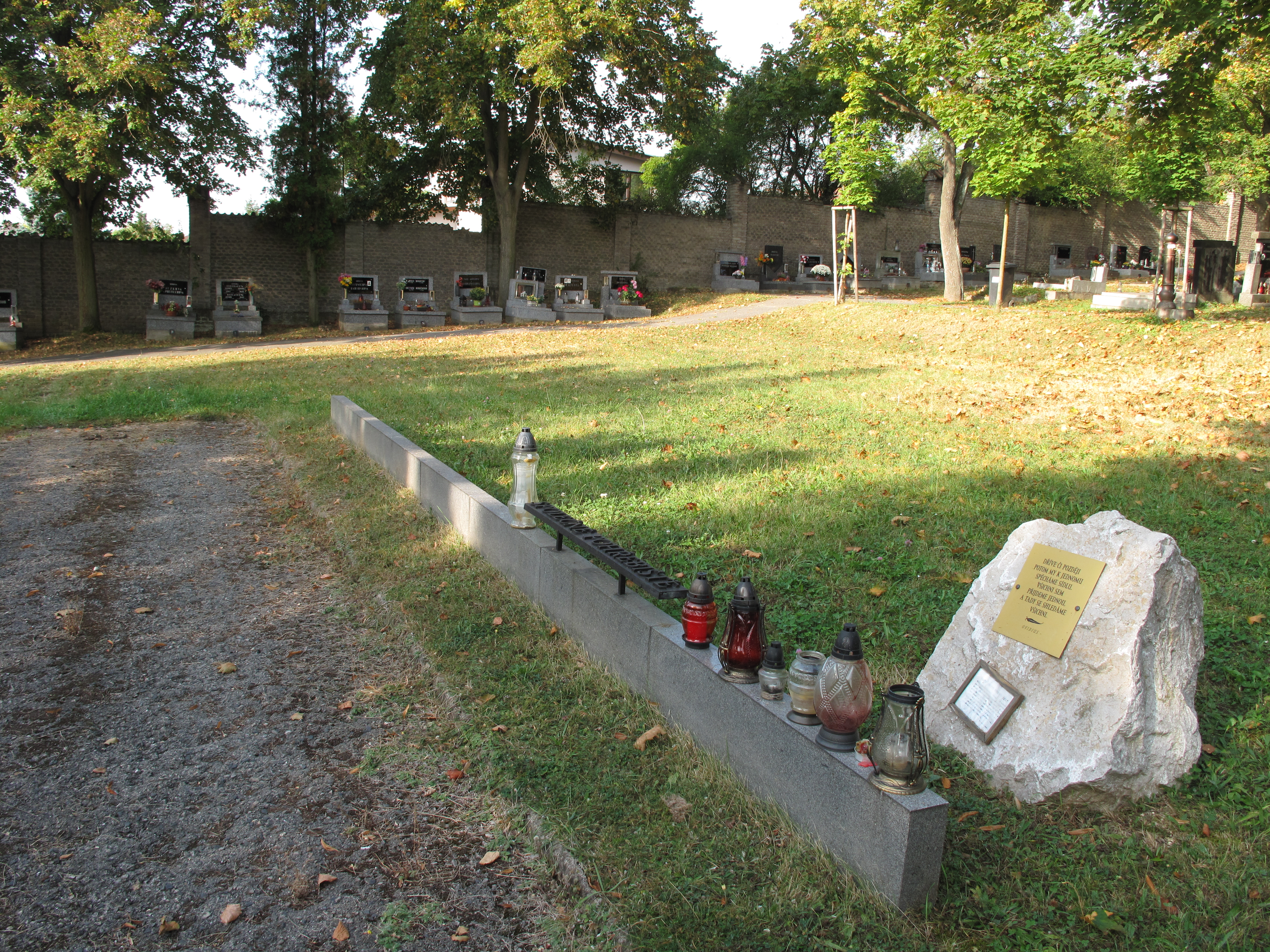
Místo individuálního vsypu v Berouně
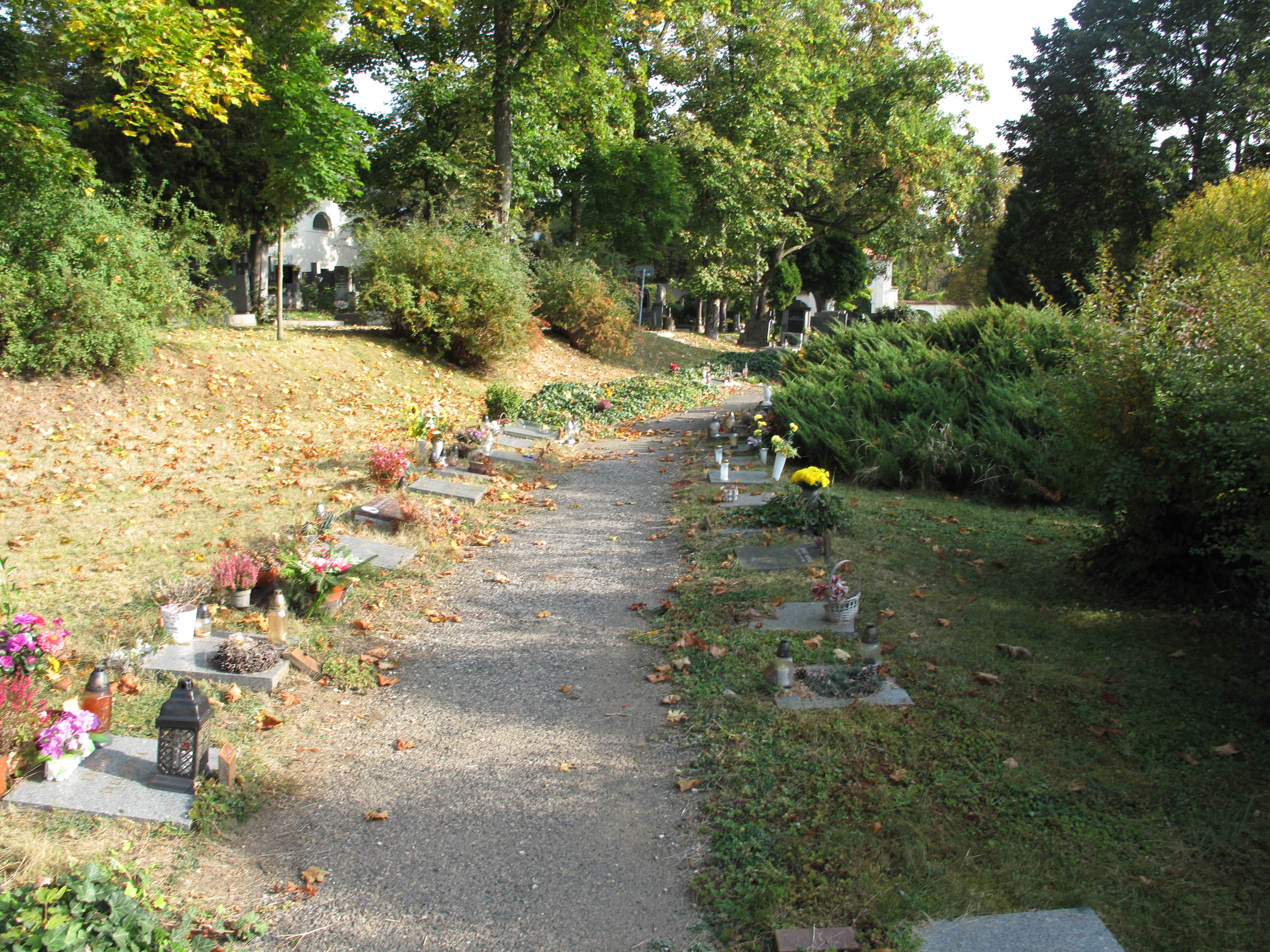
Cestička lemovaná pietními deskami (Beroun)
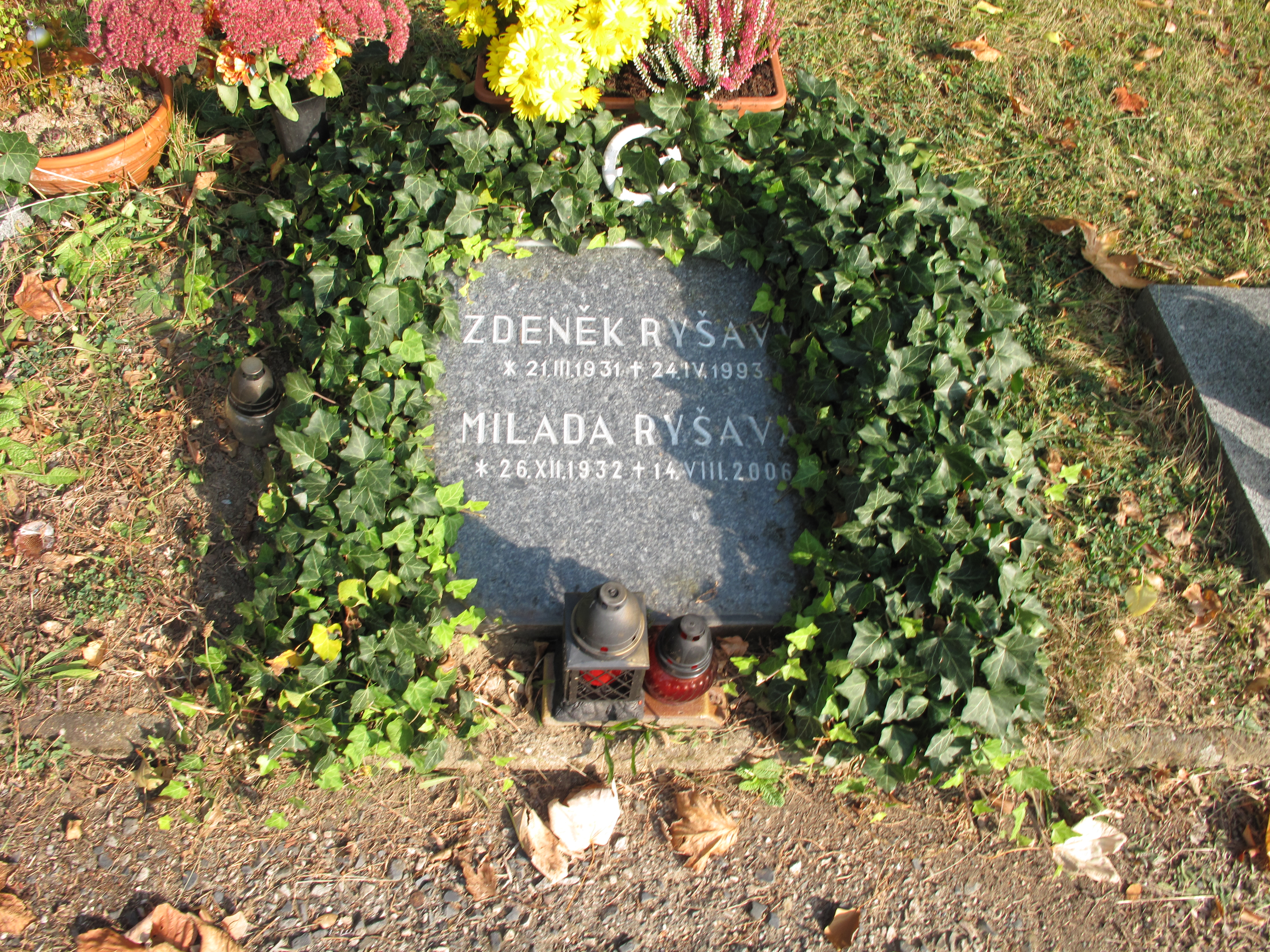
Pietní deska na vsypové loučce
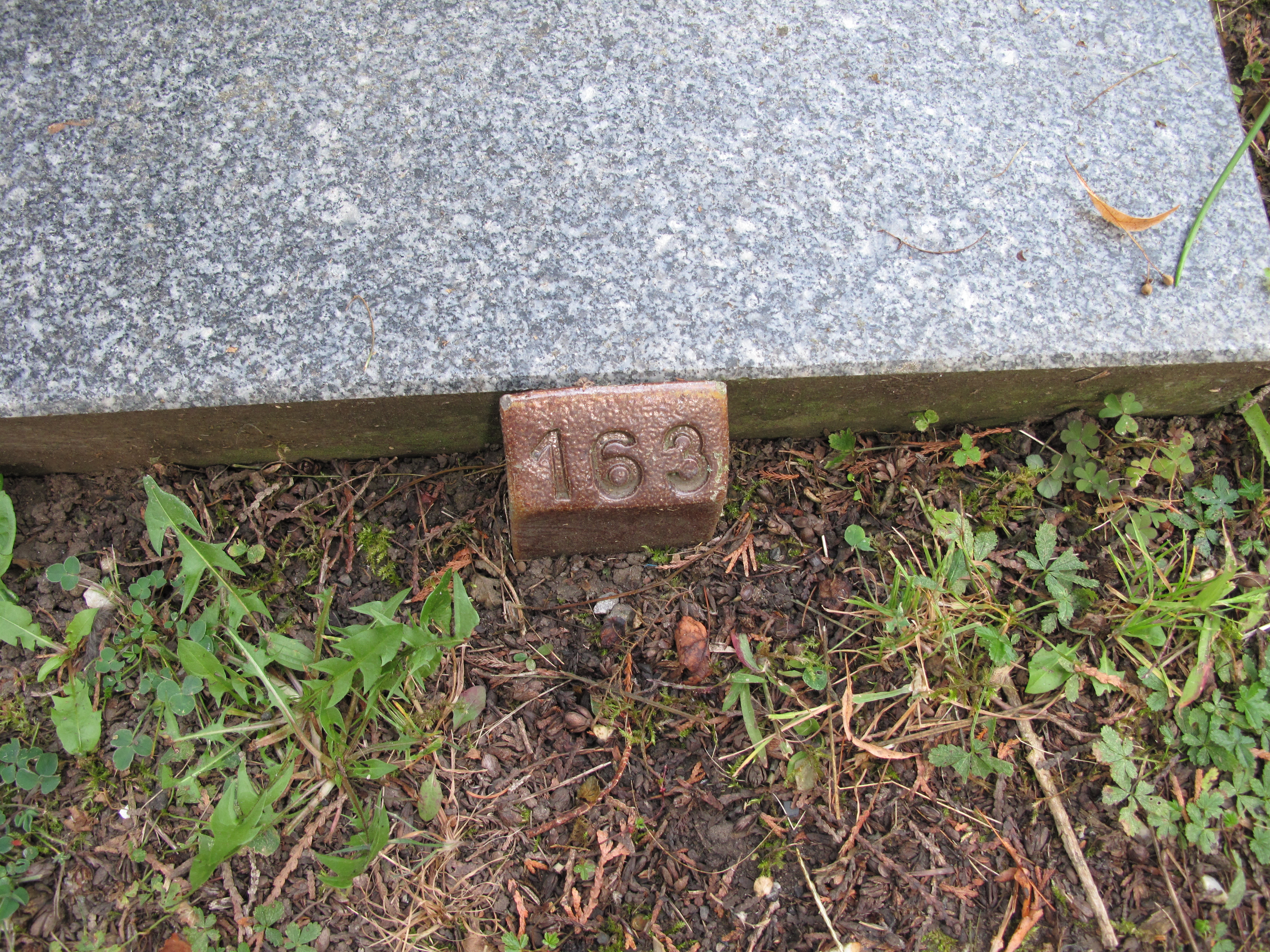
Označník vsypového místa